# Chyliza panfilovi
Chyliza panfilovi är en tvåvingeart som beskrevs av Shatalkin 1998. Chyliza panfilovi ingår i släktet Chyliza och familjen rotflugor. Inga underarter finns listade i Catalogue of Life.